# Cerithiopsis gemmulosa
Cerithiopsis gemmulosa là một loài ốc biển, động vật chân bụng trong họ Cerithiopsidae, được tìm thấy ở Vịnh Mexico và Biển Caribe. Nó được mô tả bởi C. B. Adams, năm 1850.

## mô tả
Chiều dài tối đa của vỏ ốc được ghi nhận là 5,3 mm.

## Môi trường sống
Độ sâu tối thiểu được ghi nhận là 0 m. Độ sâu tối đa được ghi nhận là 91 m.